# Pitná voda

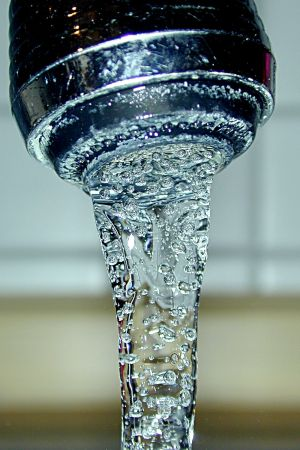
Pitná voda

Pitná voda je pojem, kterým se obvykle označuje voda bezpečná pro pití a přípravu jídla (právní definice viz níže). V České republice se zpravidla získává úpravou surové vody z vodního zdroje v úpravně vody, i když řada spotřebitelů může vodu získávat ze zdroje vlastního (studna, vrt). Zajištění dostatečného množství kvalitní pitné vody je jedním z úkolů vodního hospodářství. Proces úpravy surové vody na pitnou je pravidelně monitorován s cílem zajistit, aby pitná voda splňovala hygienické požadavky na pitnou vodu stanovené legislativou státu. Pitná voda se zpravidla rozvádí vodovodem ke spotřebitelům.

## Hygiena vody a pitná voda v legislativě ČR
Legislativa ČR, která se týká hygieny vody, je obsažena v zákoně o ochraně veřejného zdraví č. 258/2000 Sb. a k tomuto zákonu se vztahujících vyhlášek:
- koupací vody – Vyhláška č. 238/2011 Sb.
- pitná voda – Vyhláška č. 252/2004 Sb.[2]
- výrobky ve styku s pitnou vodou – Vyhláška č. 409/2005 Sb.

Zákon č. 258/2000 Sb., o ochraně veřejného zdraví stanoví, že "pitnou vodou je veškerá voda v původním stavu nebo po úpravě, která je určena k pití, vaření, přípravě jídel a nápojů, voda používaná v potravinářství, voda, která je určena k péči o tělo, k čištění předmětů, které svým určením přicházejí do styku s potravinami nebo lidským tělem, a k dalším účelům lidské spotřeby, a to bez ohledu na její původ, skupenství a způsob jejího dodávání."
Vyhláška 252/2004 Sb., kterým se stanoví hygienické požadavky na pitnou a teplou vodu a četnost a rozsah kontroly pitné vody, pak doplňuje, že "pitná voda musí mít takové fyzikálně-chemické vlastnosti, které nepředstavují ohrožení veřejného zdraví." Tato vyhláška je plně harmonizována s evropskou Směrnicí Rady 98/83/ES ze dne 3. listopadu 1998 o jakosti vody určené k lidské spotřebě.
Vyhláška č. 252/2004 nahradila vyhlášku č. 376/2000 Sb., která blíže definovala, že pitná voda „je zdravotně nezávadná voda, která ani při trvalém požívání nevyvolá onemocnění nebo poruchy zdraví přítomností mikroorganismů nebo látek ovlivňujících akutním, chronickým či pozdním působením zdraví fyzických osob a jejich potomstva, jejíž smyslově postižitelné vlastnosti a jakost nebrání jejímu požívání a užívání pro hygienické potřeby fyzických osob.“

## Vysvětlení používaných pojmů
- Teplá voda: stejně jako pitná, ani teplá voda nesmí obsahovat mikroorganismy, parazity a látky jakéhokoliv druhu v počtu nebo koncentraci, které by mohly ohrozit veřejné zdraví (Vyhláška č. 252/2004 Sb.)
- Zásobovaná oblast: určené území více, jednoho nebo části katastrálního území, jemuž poskytuje pitnou vodu jeden dodavatel (Vyhláška č. 252/2004 Sb.)
- Individuální zdroj pitné vody: například domácí studna, jejíž kvalitu si majitel hlídá sám. Pokud však majitel dle zákona 258/2000 Sb. představuje osobu, která dodává pitnou vodu pro veřejnou potřebu (tzn. že podle zákona č. 274/2001 Sb. vyprodukuje do 10 m³ vody za den, respektive obslouží do 50 obyvatel), pak je povinen zajistit, aby dodávaná pitná voda měla jakost pitné vody (Zákon č. 258/2000 Sb.)
- Výdejna vod/automat: uměle instalovaná nádrž (cisterna) pitné vody, nikoli nápojový výdejní automat nebo výdejní automat balené vody
  - Balená pitná voda: je pitná voda balená nejčastěji do plastové láhve.
    - Minerální voda: voda z minerálního prostředí, tedy z podzemí. Její složení je bohaté na zdraví prospěšné látky (vápník, hořčík…). Využívá se např. v lázeňství.
    - Filtrovaná voda: neboli kohoutková voda pocházející z povrchových vodních zdrojů. Prochází filtračním procesem, aby mohla být dále konzumována.

## Parametry pitné vody

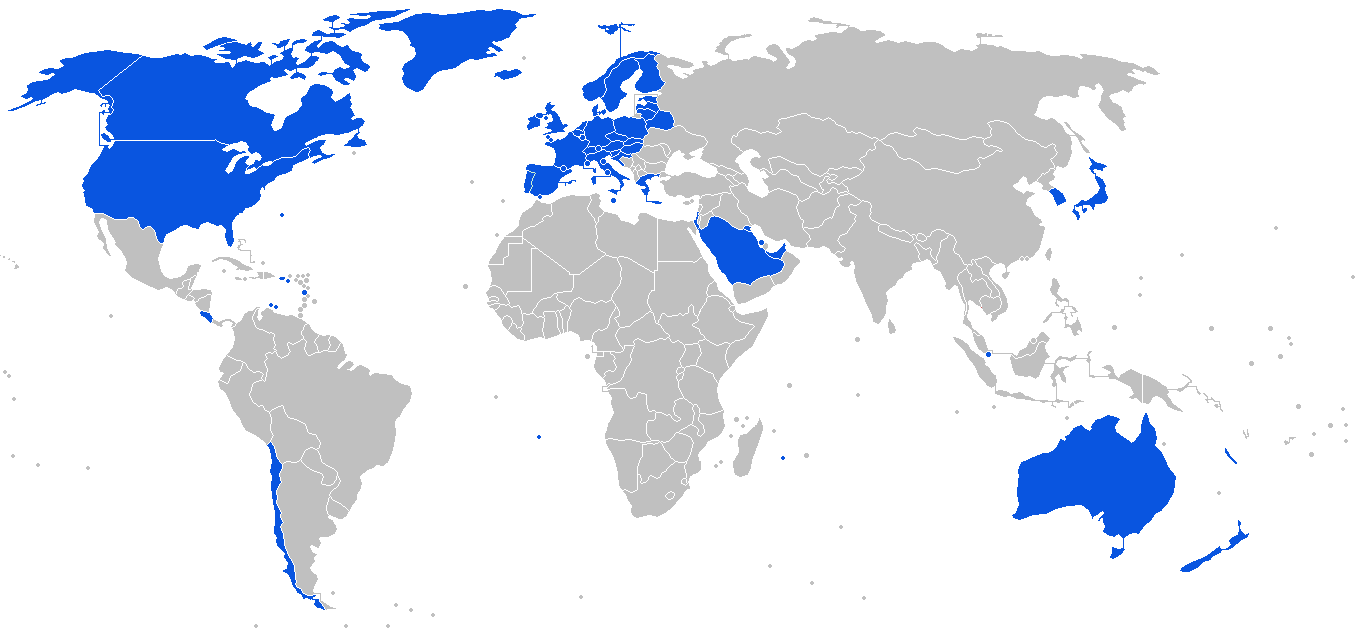
Mapa kde můžete pít kohoutkovou vodu

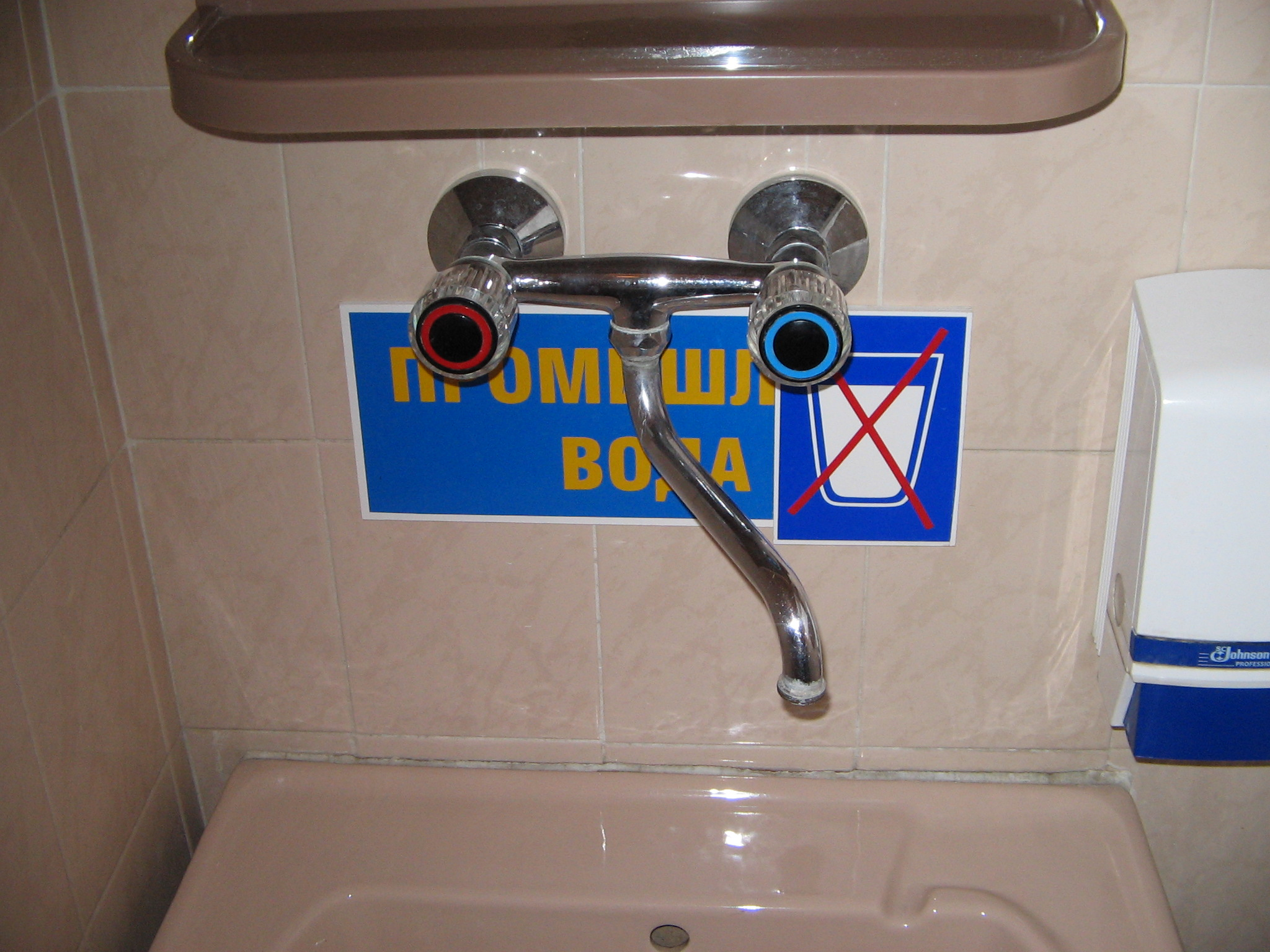
Upozornění v Bulharsku, že voda z tohoto kohoutku není pitná

Hygienické limity ukazatelů pitné i teplé vody musí být dodrženy na všech místech, kam je voda dodávána – v kohoutech, sprchách apod. V případě balené pitné vody (nikoli balené vody minerální, kojenecké či pramenité, pro které platí jiný předpis) musí být limity dodrženy v místě stáčení; dále musí být hygienické limity dodrženy po dobu minimální trvanlivosti do otevření originálního obalu s výjimkou ukazatelů počty kolonií při 22 °C a 36 °C, pro které platí mezní hodnoty 500 kolonií tvořících jednotku/ml (dále jen "KTJ/ml") pro ukazatel počty kolonií při 22 °C a 100 KTJ/ml pro ukazatel počty kolonií při 36 °C (Vyhláška č. 252/2004 Sb.).
Zákon č. 263/2016 Sb. a Vyhláška č. 422/2016 Sb., o radiační ochraně a zabezpečení radionuklidového zdroje ukládají dodavatelům pitné vody pro veřejnou potřebu vyrobené z podzemních zdrojů a ze směsi vody z podzemního zdroje a vody povrchové a dodavatelům balené vody povinnost zajišťovat systematické měření a hodnocení obsahu radonu ve vodě s četností závisející na objemu dodávané vody.

### Termíny
- Doporučená hodnota: nezávazné hodnoty ukazatelů jakosti pitné vody, které stanoví minimální žádoucí nebo přijatelnou koncentraci dané látky, nebo optimální rozmezí koncentrace dané látky (Zákon č. 258/2000 Sb.)
- Mezní hodnota (MH): její překročení obvykle nepředstavuje akutní zdravotní riziko. Není-li u ukazatele uvedeno jinak, jedná se o horní hranici rozmezí přípustných hodnot (Vyhláška č. 252/2004 Sb.)
- Nejvyšší mezní hodnota (NMH) – hodnota zdravotně závažného ukazatele jakosti pitné vody, v důsledku jejíhož překročení je vyloučeno použití vody jako pitné, neurčí-li orgán ochrany veřejného zdraví na základě zákona jinak (Vyhláška č. 252/2004 Sb.)
- Úplný rozbor: rozbor v rozsahu ukazatelů uvedených v příloze č. 1 Vyhlášky 252/2004 Sb.; celkem 62 ukazatelů
- Krácený rozbor: rozbor v rozsahu ukazatelů uvedených v příloze č. 5 Vyhlášky 252/2004 Sb.; celkem 23 ukazatelů

### Ukazatele a jejich parametry
Tabulka dle přílohy č. 1 Vyhlášky 252/2004 Sb., tučně zvýrazněné ukazatele spadají i pod krácený rozbor dle přílohy č. 5 Vyhlášky 252/2004 Sb.. Parametry platí pro pitnou vodu a pro balenou pitnou vodu (nikoli balenou vodu minerální, kojeneckou či pramenitou).
Vysvětlivky k tabulce lze nalézt na webu MZE.

#### Mikrobiologické a biologické ukazatele
| č. | Ukazatel                              | Jednotka               | Limit    | Typ limitu | Vysvětlivky |
| -- | ------------------------------------- | ---------------------- | -------- | ---------- | ----------- |
| 1  | Clostridium perfringens               | KTJ/100 ml             | 0        | NMH        | 1           |
| 2  | Enterokoky                            | KTJ/100 ml, KTJ/250 ml | 0        | NMH        | 2           |
| 3  | Escherichia coli *                    | KTJ/100 ml, KTJ/250 ml | 0        | NMH        | 2           |
| 4  | Koliformní bakterie                   | KTJ/100 ml             | 0        | MH         |             |
| 5  | Mikroskopický obraz – abioseston      | %                      | 10       | MH         | 3           |
| 6  | Mikroskopický obraz – počet organismů | jedince/ml             | 50       | MH         | 3, 4        |
| 7  | Mikroskopický obraz – živé organismy  | jedinci/ml             | 0        | MH         | 3, 4, 5     |
| 8  | Počty kolonií při 22 °C               | KTJ/ml                 | 100; 200 | NMH; MH    | 2, 6        |
| 9  | Počty kolonií při 36 °C               | KTJ/ml                 | 20; 20   | MH; NMH    | 2, 7        |
| 10 | Pseudomonas aeruginosa                | KTJ/250 ml             | 0        | NMH        | 2           |

Poznámka: Escherichia Coli je indikátorem čerstvého fekálního znečištění. Její nulová tolerance vychází v předpokladu, že přítomnost EC by mohla signalizovat přítomnost patogenních mikroorganismů (Campylobacter, Salmonella, Shigella, Vibrio…). U pitné vody se tyto patogeny tedy samostatně nesledují. V poslední době se však debatuje logika tohoto postupu. Například pracovní dokument Evropské Komise ze září 2012 naznačuje, že negativní test na E.Coli negarantuje absenci jiných střevních patogenů. Více také v kanadské studii pro Alberta Health Services. Výskyt salmonelly v ČR je ve většině případů diskutován v souvislosti s potravinami spíše než s pitnou vodou, avšak přesná data nejsou k dispozici, neboť u poloviny případů bývá nemožné identifikovat zdroj nákazy.

#### Fyzikální, chemické a organoleptické ukazatele
| č. | Ukazatel                               | Jednotka | Limit                     | Typ limitu | Vysvětlivky |
| -- | -------------------------------------- | -------- | ------------------------- | ---------- | ----------- |
| 11 | 1,2-dichlorethan                       | μg/l     | 3                         | NMH        |             |
| 12 | Akrylamid                              | μg/l     | 0,1                       | NMH        | 8           |
| 13 | Amonné ionty NH4+                      | mg/l     | 0,5                       | MH         |             |
| 14 | Antimon Sb                             | μg/l     | 5                         | NMH        |             |
| 15 | Arsen As                               | μg/l     | 10                        | NMH        |             |
| 16 | Barva                                  | mg/l Pt  | 20                        | MH         |             |
| 17 | Benzen                                 | μg/l     | 1                         | NMH        | 9           |
| 18 | Benzo[a]pyren BaP                      | μg/l     | 0,01                      | NMH        |             |
| 19 | Beryllium Be                           | μg/l     | 2                         | NMH        | 10          |
| 20 | Bor B                                  | mg/l     | 1                         | NMH        |             |
| 21 | Bromičnany BrO3                        | μg/l     | 10                        | NMH        | 11, 35      |
| 22 | Celkový organický uhlík TOC            | mg/l     | 5                         | MH         | 12          |
| 23 | Dusičnany NO3                          | mg/l     | 50                        | NMH        | 13          |
| 24 | Dusitany NO2                           | mg/l     | 0,5                       | NMH        | 13          |
| 25 | Epichlorhydrin                         | μg/l     | 0,1                       | NMH        | 8           |
| 26 | Fluoridy F−                            | mg/l     | 1,5                       | NMH        |             |
| 27 | Hliník Al                              | mg/l     | 0,2                       | MH         |             |
| 28 | Hořčík Mg                              | mg/l     | 10; 20-30                 | MH; MH     | 14          |
| 29 | Chemická spotřeba kyslíku CHSK-Mn      | mg/l     | 3                         | MH         | 16          |
| 30 | Chlor volný                            | mg/l     | 0,3                       | MH         | 17          |
| 31 | Chlorethen (vinylchlorid)              | μg/l     | 0,5                       | NMH        | 8           |
| 32 | Chloridy Cl−                           | mg/l     | 100                       | MH         | 18, 19      |
| 33 | Chloritany ClO2                        | μg/l     | 200                       | MH         | 11, 17, 35  |
| 34 | Chrom Cr                               | μg/l     | 50                        | NMH        |             |
| 35 | Chuť                                   | –        | přijatelná pro odběratele | MH         | 20          |
| 36 | Kadmium Cd                             | μg/l     | 5                         | NMH        |             |
| 37 | Konduktivita k                         | mS/m     | 125                       | MH         | 19, 21      |
| 38 | Kyanidy celkové CN-                    | mg/l     | 0,05                      | NMH        |             |
| 39 | Mangan Mn                              | mg/l     | 0,05                      | MH         | 22          |
| 40 | Měď Cu                                 | μg/l     | 1000                      | NMH        | 2, 3        |
| 41 | Microcystin-LR                         | μg/l     | 1                         | NMH        | 1           |
| 42 | Nikl Ni                                | μg/l     | 20                        | NMH        | 25          |
| 43 | Olovo Pb                               | μg/l     | 10                        | NMH        | 25, 35      |
| 44 | Ozon O3                                | μg/l     | 50                        | MH         | 17          |
| 45 | Pach                                   | –        | Přijatelný pro odběratele | MH         | 20          |
| 46 | Pesticidní látky                       | μg/l     | 0,1                       | NMH        | 27          |
| 47 | Pesticidní látky celkem                | μg/l     | 0,5                       | NMH        | 25          |
| 48 | pH                                     | –        | 6,5 – 9,5                 | MH         | 19, 29      |
| 49 | Polycyklické aromatické uhlovodíky PAU | μg/l     | 0,1                       | NMH        | 28          |
| 50 | Rtuť Hg                                | μg/l     | 1                         | NMH        |             |
| 51 | Selen                                  | μg/l     | 10                        | NMH        |             |
| 52 | Sírany SO42−                           | mg/l     | 250                       | MH         | 19          |
| 53 | Sodík Na                               | mg/l     | 200                       | MH         |             |
| 54 | Stříbro Ag                             | μg/l     | 50                        | NMH        | 30          |
| 55 | Tetrachlorethen PCE                    | μg/l     | 10                        | NMH        | 31          |
| 56 | Trihalomethany THM                     | μg/l     | 100                       | NMH        | 32          |
| 57 | Trichlorethen TCE                      | μg/l     | 10                        | NMH        | 31          |
| 58 | Trichlormethan (chlorofrom)            | μg/l     | 30                        | MH         |             |
| 59 | Vápník Ca                              | mg/l     | 30; 40-80                 | MH; DH     | 14, 15      |
| 60 | Vápník a hořčík Ca+Mg                  | mmol/l   | 2–3,5                     | DH         | 15          |
| 61 | Zákal                                  | ZF(t,n)  | 5                         | MH         | 33          |
| 62 | Železo Fe                              | mg/l     | 0,2                       | MH         | 34          |

## Monitoring kvality pitné vody v Česku

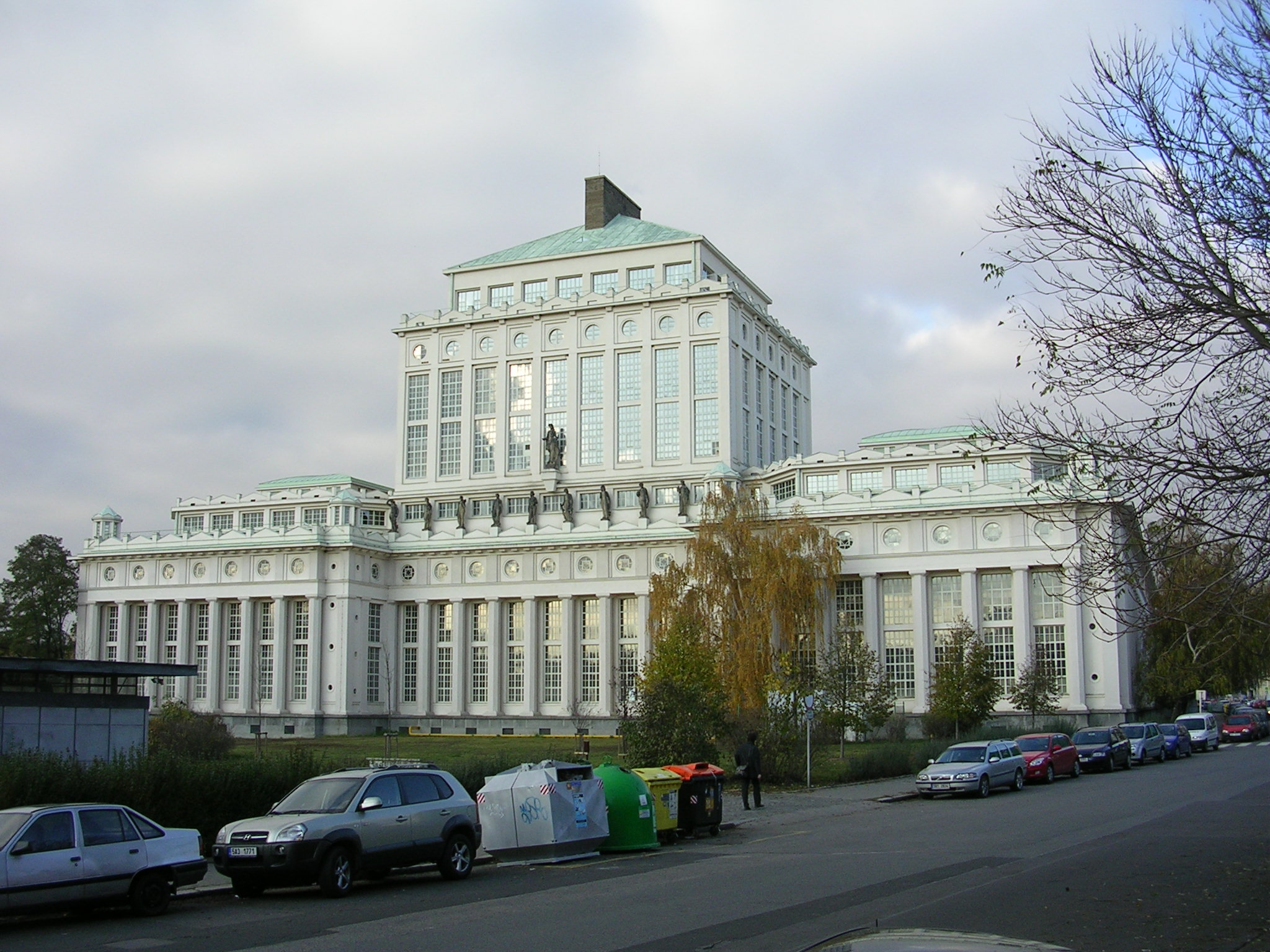
Úpravny vody Podolská vodárna, Želivka a Káraný zabezpečují pitnou vodu pro Prahu

Majitelé či provozovatelé vodovodů jsou povinni zajistit, aby distribuovaná voda odpovídala normě. Ta jim také ukládá minimální četnost rozborů v závislosti na počtu zásobovaných obyvatel a/nebo objemu vyrobené vody. Detaily udává Příloha 4 Zákona č. 252/2004 Sb., kterou se stanoví hygienické požadavky na pitnou a teplou vodu a četnost a rozsah kontroly pitné vody.
Celkový dohled zajišťuje Státní zdravotní ústav (SZÚ), který pravidelně publikuje ročenky Zprávy o kvalitě pitné vody v ČR. Hlavním zdrojem informací pro tuto zprávu je IS PiVo (Informační systém Pitná voda). IS PiVo shromažďuje výsledky rozborů jak provozovatelů, tak dozorčích zdravotních ústavů.
Výsledky poslední Zprávy shrnující rok 2012 plyne:
- Odebráno celkem 33 017 vzorků ⇒ 829 877 ukazatelů
- Limity NMH překročeny v 1 427 případech (0,17 %), MH v – zejména organoleptické vlastnosti jako chuť, barva – v 9 432 případech (1,14 %)
- Četnost nedodržení limitů je vyšší u malých zdrojů (NMH 0,87 % v oblastech <1000 obyvatel) a klesá ve velkých oblastech (NMH 0,02 % u zdrojů >100 000 obyvatel)
- "Z údajů získaných v rámci standardního chodu celostátního monitoringu jakosti vod v letech 2004 až 2012 lze konstatovat, že v tomto období docházelo k postupnému mírnému zlepšování jakosti pitné vody distribuované veřejnými vodovody."

## Statistiky o pitné vodě v Česku
Podle získaných údajů z IS PiVo bylo v roce 2019 v České republice cca 39 % obyvatel (3 553 oblastí) zásobováno pitnou vodou vyrobenou z podzemních zdrojů, cca 38% obyvatel (327 oblastí) z povrchových zdrojů a konečně přibližně 23% obyvatel (193 oblastí) ze smíšených zdrojů. Data o počtu zásobovaných obyvatel nemusí být úplně přesná. Podle údajů Českého statistického úřadu se v roce 2019 na vyrobené vodě podílely podzemní zdroje celkově 48,52 % a povrchové zdroje 51,48 %.
V roce 2014 bylo 94,2 % obyvatel České republiky zásobováno pitnou vodou z veřejného vodovodu. 94,7 % pitné vody v České republice pochází z podzemních zdrojů (např. studny, vrty, prameny) a 5,2 % z povrchových zdrojů (např. nádrže, řeky).
Dle studie životního cyklu představuje úprava podzemní vody 3× menší zátěž pro životní prostředí než úprava vody povrchové.

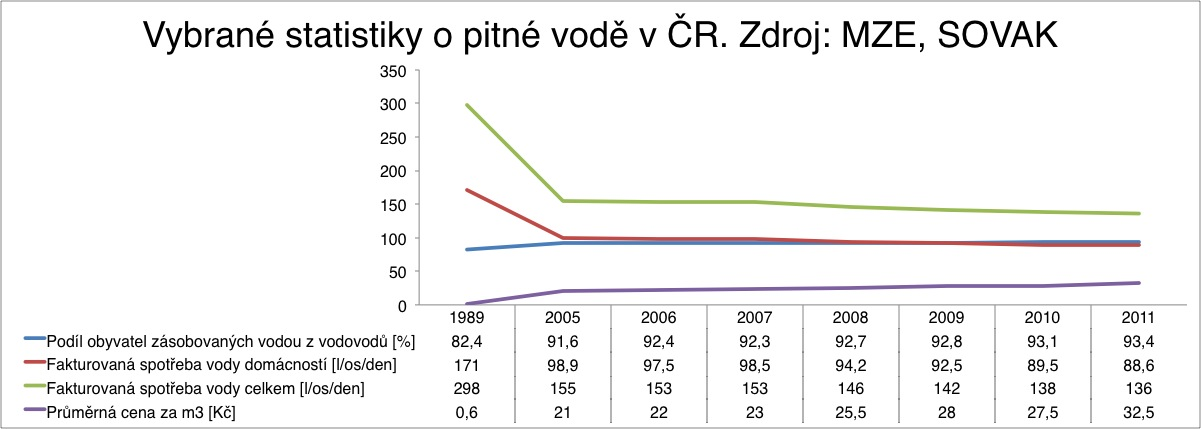
Statistiky o pitné vodě 1989,2005-2011

V roce 2011 bylo vyrobeno 617 mil. m³ vody určené k realizaci. Rozvedena byla celkem 74 566 km vodovodních řadů, 41 783 km stokových sítí a upravena v 2 557 čistírnách odpadních vod (ČOV). Největšími dodavateli – co se počtu obsluhovaných přípojek týče – jsou Pražské vodovody a kanalizace, Severočeské vodovody a kanalizace a Severomoravské vodovody a kanalizace Ostrava.

## Nedostatek pitné vody ve světě
Více než miliarda lidí na světě nemá přístup ke kvalitnímu zdroji pitné vody. Nejhorší je situace v subsaharské Africe, kde má přístup k nezávadné pitné vodě pouze 56 % obyvatel. V absolutních číslech je problém největší v Asii – jen v Číně se jedná o 300 milionů obyvatel. Ve většině měst – vyjma subsaharské Afriky – jsou k dispozici relativně dobré zdroje, zato na venkově je kvalita vody problematická celosvětově.

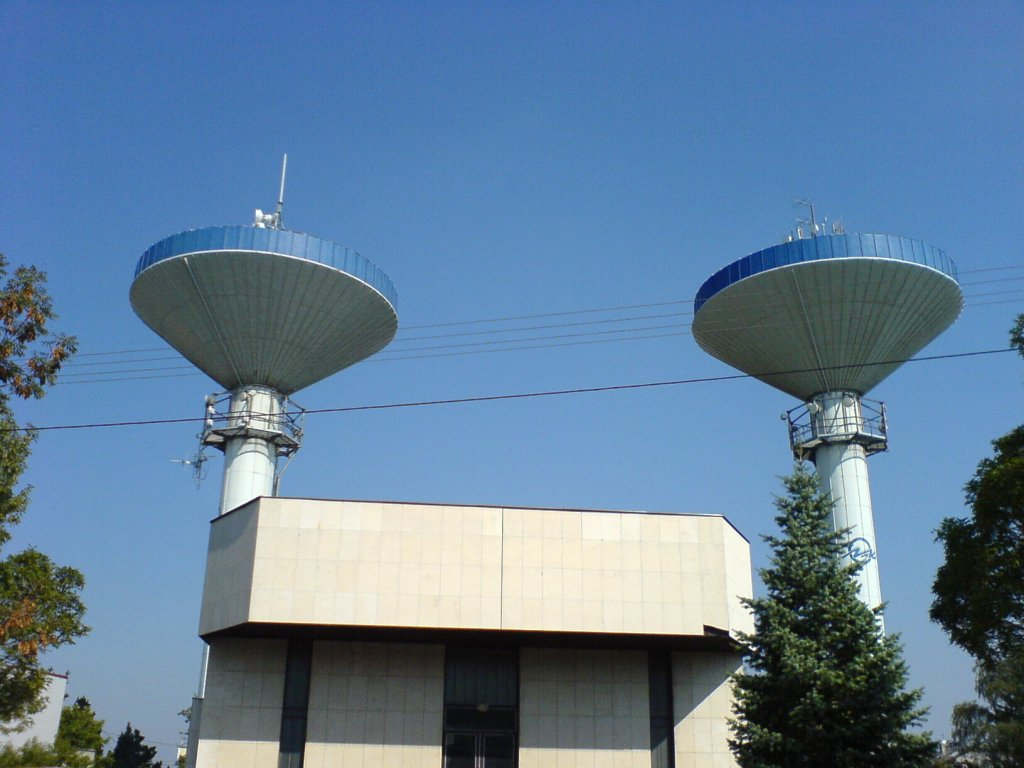
Vodárenské věže

Nekvalitní voda má spolu s nedostatečným hygienickým zázemím zásadní dopady na zdraví lidí v rozvojových zemích. Výrazně se podepisuje na vysoké dětské úmrtnosti: Podle WHO umře ročně 1,5 milionu dětí v důsledku průjmových onemocnění – ta jsou ve většině případů způsobena právě závadnou vodou nebo chybějící sanitací. Důsledky jsou však mnohem širší – například řada dětí musí každodenně nosit vodu ze vzdálených nádrží, a proto se jim nedostane plnohodnotného vzdělání. Jindy tuto práci zastávají ženy, kterým zase nezbývá čas na jinou – výdělečnou – činnost.
V současné době[kdy?] postrádá přístup k nezávadné vodě cca 800 milionu lidí, což představuje 11 % populace. Předpokládalo se, že v roce 2015 to bude 8 % a bude tak částečně dosaženo jednoho z Rozvojových cílů tisíciletí: přístup k vodě bude mít alespoň 88 % obyvatel zeměkoule. Při současném[kdy?] tempu zlepšování situace by v Africe by přístup k vodě získal každý občan až v roce 2076. Dostatečný přístup k pitné vodě v případě katastrof se definuje jako dostupnost nejméně 20 litrů vody na osobu a den ze zdroje vzdáleného do 1 km od místa bydliště.
Problém nedostatku pitné vody na světě se snaží řešit i některé firmy a hlavně neziskové organizace. Od výroby nádob pro snadnější přenos vody (např. Hippo Roller), které mají ulehčit lidem v Africe od úmorných několika kilometrových cest s kyblíkem pro vodu, po různé filtry pro vyčištění znečištěné vody. Objevují se také slibné vynálezy, jež upravují za pomoci solárního pohonu vlhkost ze vzduchu na pitnou vodu (např. Sunglacier).

## Pitná voda v restauracích
Pro provozování gastronomického zařízení musí jejich majitelé mít přístup ke zdroji pitné vody, jinak by nedostali hygienické povolení k otevření. Majitelé v ČR mohou, avšak nejsou povinni, nabízet pitnou vodu svým zákazníkům. V některých zemích taková legální povinnost existuje. Například ve Velké Británii takové nařízení platí pro podniky, které prodávají alkohol. To samé platí v USA, kde navíc zákon ukládá i veřejným místům jako jsou nákupní centra či nádraží, aby instalovali ve svých prostorách fontánky s pitnou vodou.
Bývalý ministr zdravotnictví Heger navrhoval zákon, který by zajistil, aby nejlevnější nápoj v restauracích byl vždy nealkoholický. Zatím ale stále zůstává pravdou, že v ČR je levnější pivo než voda.
Zůstává na dobré vůli majitelů, zda pitnou vodu hostům podají. Jejich ochotu monitoruje například Občanské sdružení Česko pije z vodovodu. Sdružení udává, že vodu z kohoutku dává nebo prodává necelých 2 tisíce restaurací v zemi, a to včetně těch zapojených do projektu Vodovoda a do komerční kampaně Kohoutková od vodárenského gigantu Veolia.